# Henryk Życzyński
Henryk Marian Życzyński (ur. 2 sierpnia 1890 w Husiatynie, zm. 16–19 kwietnia 1940 w Katyniu) – polski teoretyk i historyk literatury oraz pedagog, profesor Katolickiego Uniwersytetu Lubelskiego, podporucznik rezerwy Wojska Polskiego, ofiara zbrodni katyńskiej.

## Życiorys
Urodził się w Husiatynie na Podolu nad Zbruczem, jako syn Szczepana i Olimpii z d. Kleefeld. W 1902 rozpoczął naukę w Carsko-Królewskim Gimnazjum Wyższym w Brzeżanach. W trzeciej klasie został przewodniczącym Tajnego Koła Młodzieży Polskiej, a jesienią 1909  założył – z polecenia Edwarda Rydza-Śmigłego – Związek Strzelecki w Brzeżanach. W czerwcu 1910 zdał maturę i od października rozpoczął studia na Wydziale Filozoficznym Uniwersytetu Jana Kazimierza we Lwowie. W czasie studiów publikował rozprawki krytyczne na łamach „Kuriera Lwowskiego". Po ukończeniu w 1914 studiów, wstąpił do Legionu Wschodniego, a następnie został powołany do armii austriackiej. Ze względu na zły stan zdrowia zwolniony ze służby. 16 lipca 1916 obronił rozprawę doktorska pt. Estetyka „Pamiętnika Warszawskiego" (1815–1822), uzyskując stopień doktora filozofii. Następnie został powołany do batalionu zapasowego w 58 pp w Lublinie, gdzie objął obowiązki kancelisty w adiutanturze batalionowej. W lipcu 1918 ukończył szkołę dla aspirantów oficerskich w Mährisch-Neustadt, którą ukończył w stopniu sierżanta aspiranta. Po odbyciu, w latach 1916–1918, służby wojskowej w jednostkach zapasowych armii austro-węgierskiej i po odzyskaniu niepodległości przez Polskę przeprowadził się na Śląsk Cieszyński, gdzie został zatrudniony jako nauczyciel gimnazjalny w Orłowej (1918–1920) i w Cieszynie (1920–1927). W latach 1921–1924 był współpracownikiem „Dziennika Cieszyńskiego”, a w latach 1921–1927 – redaktorem „Miesięcznika Pedagogicznego”.
W 1923 zweryfikowany i mianowany podporucznikiem rezerwy ze starszeństwem od 1 czerwca tego roku. W 1934 pozostawał w ewidencji Powiatowej Komendy Uzupełnień Lublin Miasto. Posiadał przydział do Oficerskiej Kadry Okręgowej Nr II. Był wówczas w grupie oficerów „powyżej 40 roku życia”.
W 1927 przeniósł się do Lublina, gdzie został zastępcą profesora na Uniwersytecie Lubelskim (od 1928 – KUL). W latach 1928–1930 był współpracownikiem „Głosu Lubelskiego", w którym prowadził dział krytyki teatralnej. W 1928 uzyskał stopień naukowy doktora habilitowanego na Uniwersytecie Poznańskim, a w 1929 został mianowany profesorem nadzwyczajnym historii i literatury polskiej na Wydziale Nauk Humanistycznych Katolickiego Uniwersytetu Lubelskiego, gdzie w okresie od 1934 do 1938 pełnił funkcję dziekana. Dzięki niemu w zajęciach dydaktycznych zaczęto uwzględniać zagadnienia z okresu pozytywizmu i Młodej Polski. Ponadto wykładał literaturę staropolską i romantyczną. Był członkiem Towarzystwa Naukowego KUL i Towarzystwa Przyjaciół Nauk w Lublinie, a także współpracował z Komisją Filologiczną Polskiej Akademii Umiejętności w Krakowie i Towarzystwem Naukowym we Lwowie. W 1937 uzyskał nominację na profesora zwyczajnego KUL. 
W sierpniu 1939 został zmobilizowany do wojska. Po wybuchu II wojny światowe wziął udział w kampanii wrześniowej. Po agresji ZSRR na Polskę w nieznanych okolicznościach dostał się do niewoli sowieckiej i został osadzony w obozie jenieckim w Kozielsku, skąd wysłał do rodziny dwie pocztówki. Między 15 a 17 kwietnia 1940 przekazany do dyspozycji naczelnika Zarządu NKWD Obwodu Smoleńskiego – lista wywózkowa 029/5 z 13 kwietnia 1940 pozycja 18, teczka personalna 2670. Został przewieziony do uroczyska Kozie Góry pod Smoleńskiem, gdzie został zamordowany między 16 a 19 kwietnia 1940 w Lesie Katyńskim przez funkcjonariuszy Obwodowego Zarządu NKWD w Smoleńsku oraz pracowników NKWD przybyłych z Moskwy na mocy decyzji Biura Politycznego KC WKP(b) z 5 marca 1940. Ofiary tej zbrodni grzebano w bezimiennych mogiłach zbiorowych, gdzie od 28 lipca 2000 mieści się oficjalnie Polski Cmentarz Wojenny w Katyniu. W miejscu tym prowadzone były ekshumacje i prace archeologiczne. W 1943 jego ciało zostało zidentyfikowane w toku ekshumacji nadzorowanych przez Niemców pod numerem 2797 – dosł. określony jako Życzynski Henryk (raport dzienny z 22 maja 1943), a przy zwłokach znaleziono: przepustkę, pocztówkę, legit. urzędn. państw., 2 pisma wojskowe oraz kartę wstępu do Kasyna Oficerskiego w Lublinie. Po ekshumacji z dołu śmierci spoczął prawdopodobnie w mogile bratniej trzeciej. Figuruje na liście Komisji Technicznej PC  pod numerem 02797. W Archiwum Robla w pakiecie 0765-18, wymieniony w notatniku znalezionym przy szczątkach Pawła Brusa.

### Życie prywatne
Był żonaty z Zofią z Cwojdzińskich, z którą miał syna Jerzego (zm. 1992). Jego wnuk – również Henryk Życzyński, geolog ze stopniem naukowym doktora, mieszka w Australii.
W 1946 w „Pamiętniku Literackim”, jego nauczyciel ze Lwowa Wiktor Hahn – polski historyk literatury, w pośmiertnym wspomnieniu pisał: 

Dziś mnie, jego nauczycielowi, przychodzi pożegnać Go na zawsze, wydać Mu ostatnie świadectwo. Stwierdzić więc pragnę, że w osobie Henryka Życzyńskiego straciliśmy człowieka niepośledniej miary, gorącego miłośnika prawdy, piękna i dobra, sprawie narodowej dobrze zasłużonego.

## Ważniejsze prace
- Pisma (tom 1–3, wyd. pośm. 1946–1947)
- A. Mickiewicz. I, Młodość (Lublin 1936)[19]

## Odznaczenia
- Srebrny Wawrzyn Akademicki (5 listopada 1935)[20]
- Medal Dziesięciolecia Odzyskanej Niepodległości[1]
- Krzyż Kampanii Wrześniowej 1939 – pośmiertnie (1985)[1]

## Upamiętnienie
5 października 2007 minister obrony narodowej Aleksander Szczygło mianował go pośmiertnie na stopień porucznika. Awans został ogłoszony 10 listopada 2007 w Warszawie, w trakcie uroczystości „Katyń Pamiętamy – Uczcijmy Pamięć Bohaterów”.
13 kwietnia 2016, w ramach akcji „Katyń... pamiętamy” / „Katyń... Ocalić od zapomnienia”, w ogrodzie Pałacu Prezydenckiego został zasadzony Dąb Pamięci poświęconego wszystkim Ofiarom Zbrodni Katyńskiej, certyfikat z numerem 1.